# ダビ山
ダビ山（ダビさん、英: Dubbi Volcano）は、アフリカ大陸北東部に存在する活火山の1つである。山体には過去の噴火の結果形成されたカルデラも見られる。

## 地理
ダビ山は北緯13度34分48秒、東経41度28分29秒付近に位置しており、この場所はエリトリアに属している。成層火山として形成された山であることから明らかなように、たびたび噴火を繰り返してきた火山である。東アフリカ大地溝帯の北端に位置しており、周辺存在しているナブロ山やマラレ山といった火山と共に、この地域においては主要な火山の1つに数えられている

。

## 噴火歴
ダビ山では、少なくとも2回は噴火があったことが記録として残っている。1400年に起きた噴火では溶岩が紅海にまで達した他、1861年に起きた噴火では250 km離れた場所での降灰も確認された

。
ただ、1861年から20世紀までの間だけでも、恐らく他に2回ほど噴火があったのではないかと推定されている。

## 誤報
2011年6月13日に、ダビ山から噴出したと推測された火山灰によって、周辺を飛行していた航空機が影響を受けた

。
しかし、後に衛星写真による観測によって、この火山灰は付近にあるナブロ山から噴出したものであったことが判明した

。